# Hexaméthylènediamine
Pour les articles homonymes, voir HMD.
L’hexaméthylènediamine (HMD) est un composé organique de formule semi-développée H2N(CH2)6NH2.
Ce solide blanc hygroscopique a une forte odeur d’amine, semblable à celle de la pipéridine.

## Synthèse
Cette diamine aliphatique est préparée par hydrogénation de l’adiponitrile de formule NC(CH2)4CN :
NC(CH2)4CN  +  4 H2   →    H2N(CH2)6NH2
Les premières synthèses industrielles étaient réalisées en présence d'ammoniac et avec l'aide d'un catalyseur. On utilisait en général du cobalt, du fer ou du nickel de Raney. La formation de produits secondaires tels que le 1,2-diaminocyclohexane ou l'hexaméthylèneimine était observée.
Rhône-Poulenc a développé un procédé utilisant comme catalyseur du nickel en suspension dans de la soude. La réaction est réalisée à 75 °C et 20 bar et une sélectivité satisfaisante est observée.
Environ un million de tonnes sont produites annuellement.

## Utilisations
Sa bifonctionnalité lui permet de servir de monomère pour la synthèse de polymères. Elle est surtout utilisée pour fabriquer plusieurs polyamides, en particulier le Nylon 6-6 via la polycondensation avec l’acide adipique.
Comme toutes les diamines primaires, elle est bivalente dans les polyamidifications et tétravalente quand elle intervient comme agent de réticulation avec les résines diépoxyde.

## Toxicité
L’hexaméthylènediamine est modérément toxique.

## Stabilité
Comme tous les composés organiques, elle est incompatible avec les oxydants forts.